# پایایخبندان

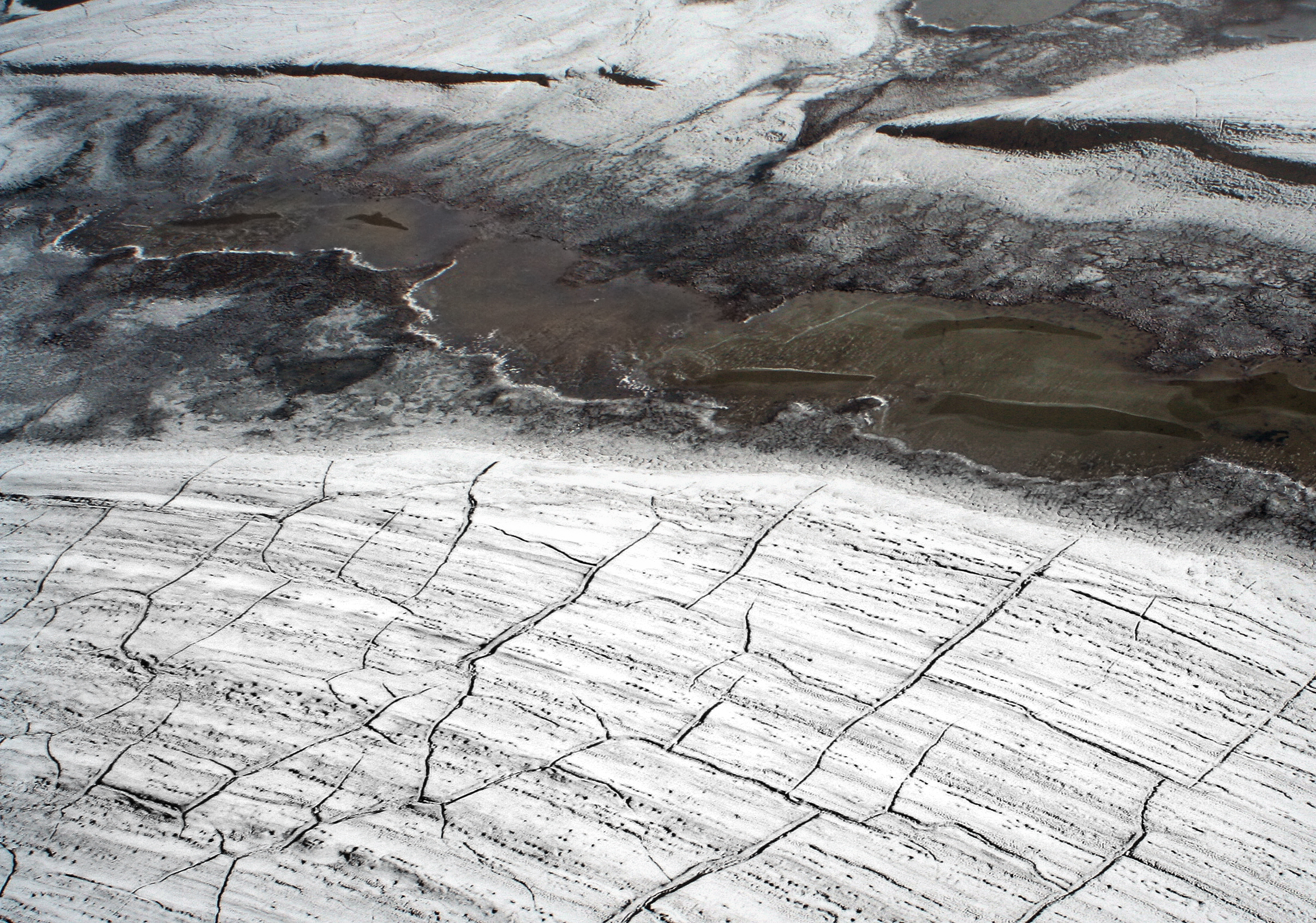
نمایی از خاک منجمد در شمالگان

پایایخبندان، خاک همیشه یخ‌زده یا خاک مُنجَمد (به انگلیسی: Permafrost) (ترکیبی از دو واژهٔ permanent به معنی پایا و پایدار و frost به معنی یخبندان است), به زمین دائم یخ‌بسته و لایه همیشه‌ منجمد خاک که معمولاً در نواحی قطبی و نیمه‌قطبی یافت می‌شود، گفته می‌شود. بنا بر تعریفی دقیق‌تر، اگر خاک ناحیه‌ای برای دو سال یا بیشتر به حالت یخ‌بسته بماند، به آن خاک منجمد می‌گویند. به‌ جز مناطق قطبی، در برخی مناطق کوهستانی نیز به خاک همیشه‌ منجمد بر می‌خوریم. در حدود ۱۵٪ از زمین‌های نیم‌کره شمالی خاک منجمد است.
خاک‌های منجمد مهم‌ترین انبار متان در کره زمین هستند. پس از آخرین عصر یخبندان ارتفاع آب دریاها ۱۰۰ متر بیشتر از امروز بوده است. پس از انجماد مناطق گسترده‌ای از دریاها و رودهای موجود در قطب شمال در منطقه سیبری شرقی، حدود ۲ میلیون کیلومتر مربع از دریاها یخ زد. بستر این دریاها از خاک منجمد تشکیل شده است. عمق خاک منجمد در سیبری و اقیانوس منجمد شمالی گاهی به ۱۵۰۰ متر می‌رسد.

## مطالعات
"برخلاف کمبود نسبی گزارش‌ها در زمین یخ زده در شمال آمریکا پیش از جنگ جهانی دوم، ادبیات گسترده‌ای در مورد جنبه‌های مهندسی خاک منجمد به زبان روسی موجود بود. از آغاز سال ۱۹۴۲، سیمون ویلیام مولر در کتب مرتبط روسی که توسط کتابخانه کنگره و کتابخانه زمین‌شناسی آمریکا نگهداری می‌شد عمیق شد به گونه‌ای که او بتواند تا سال ۱۹۴۳ یک راهنمای رشته مهندسی و گزارش فنی دربارهٔ خاک منجمد را در اختیار دولت قرار دهد. ". اگرچه در اصل یک سند طبقه‌بندی شده بود (به عنوان مطالعه مهندسی استراتژیک، شماره ۶۲، ارتش ایالات متحده. دفتر رئیس مهندسین، ۱۹۴۳)، در سال ۱۹۴۷ یک گزارش اصلاح شده به‌طور عمومی منتشر شد، که به عنوان نخستین رساله آمریکای شمالی دربارهٔ این موضوع مورد توجه است.

## نگارخانه

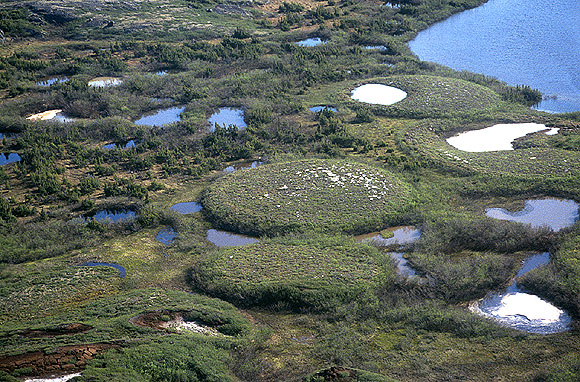
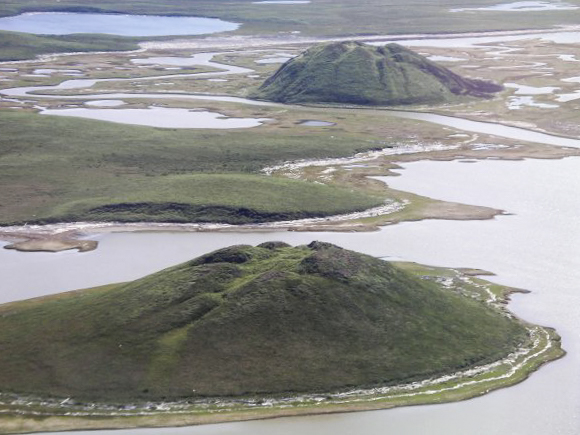
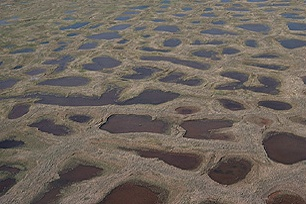
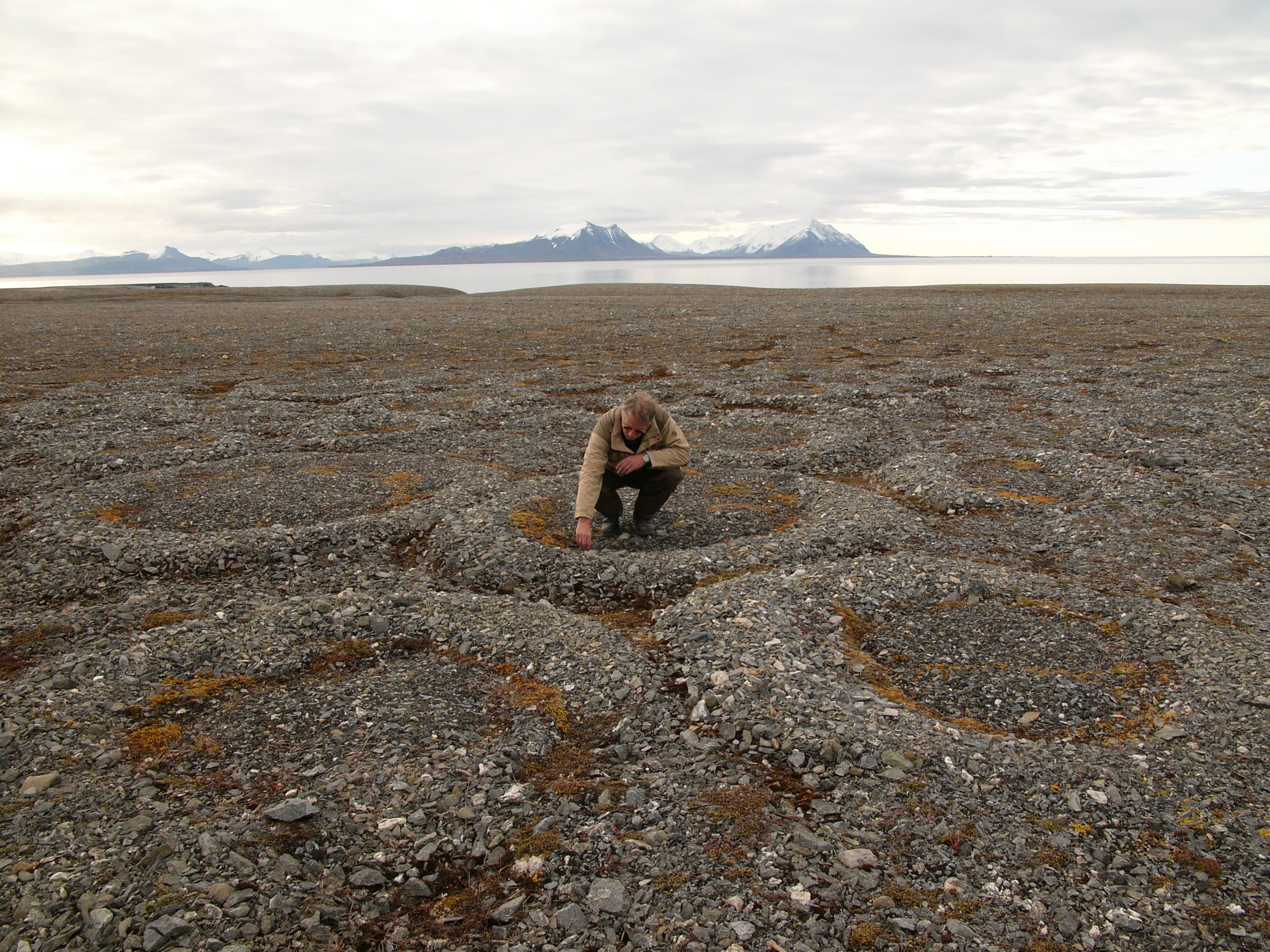
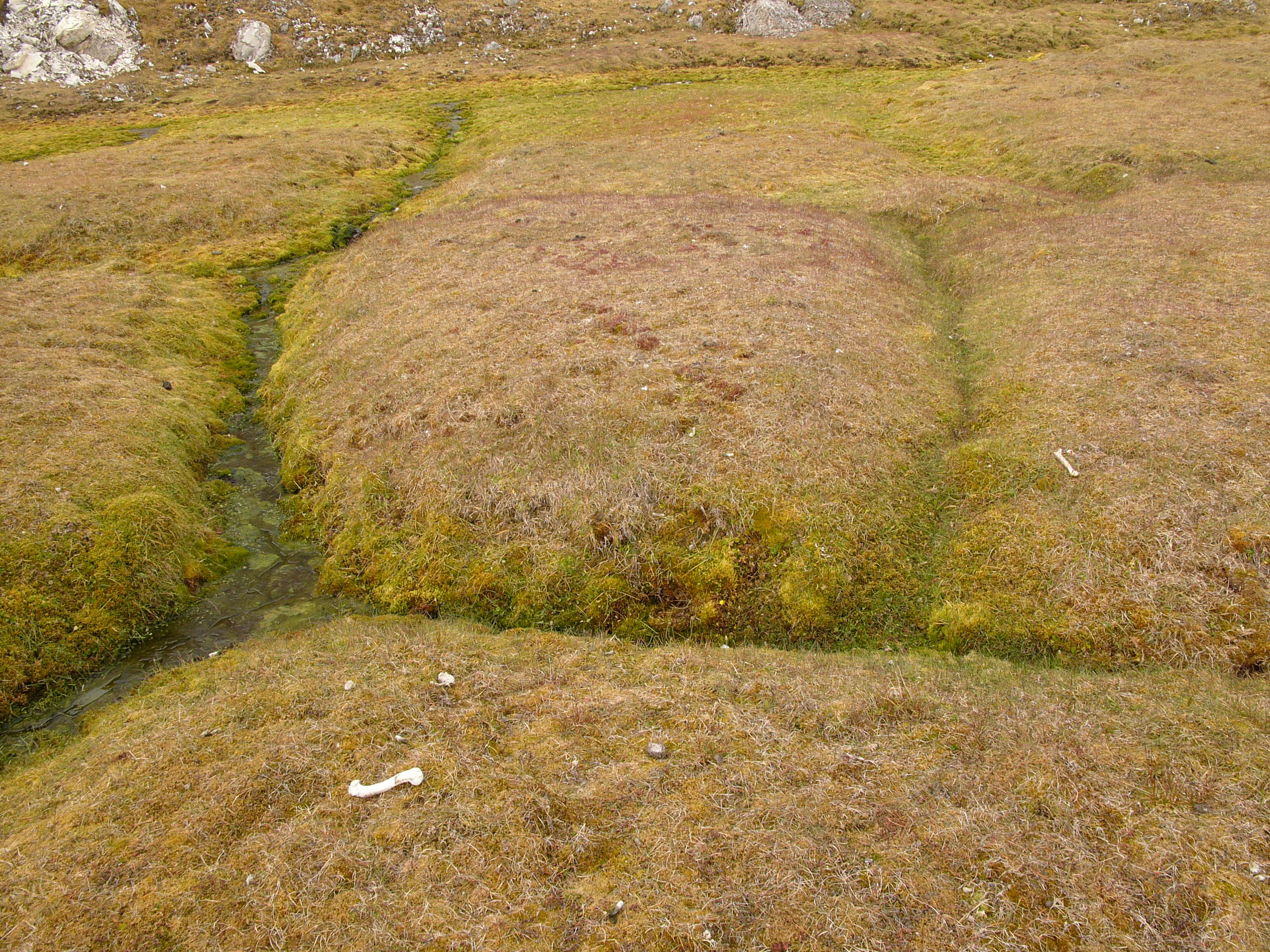
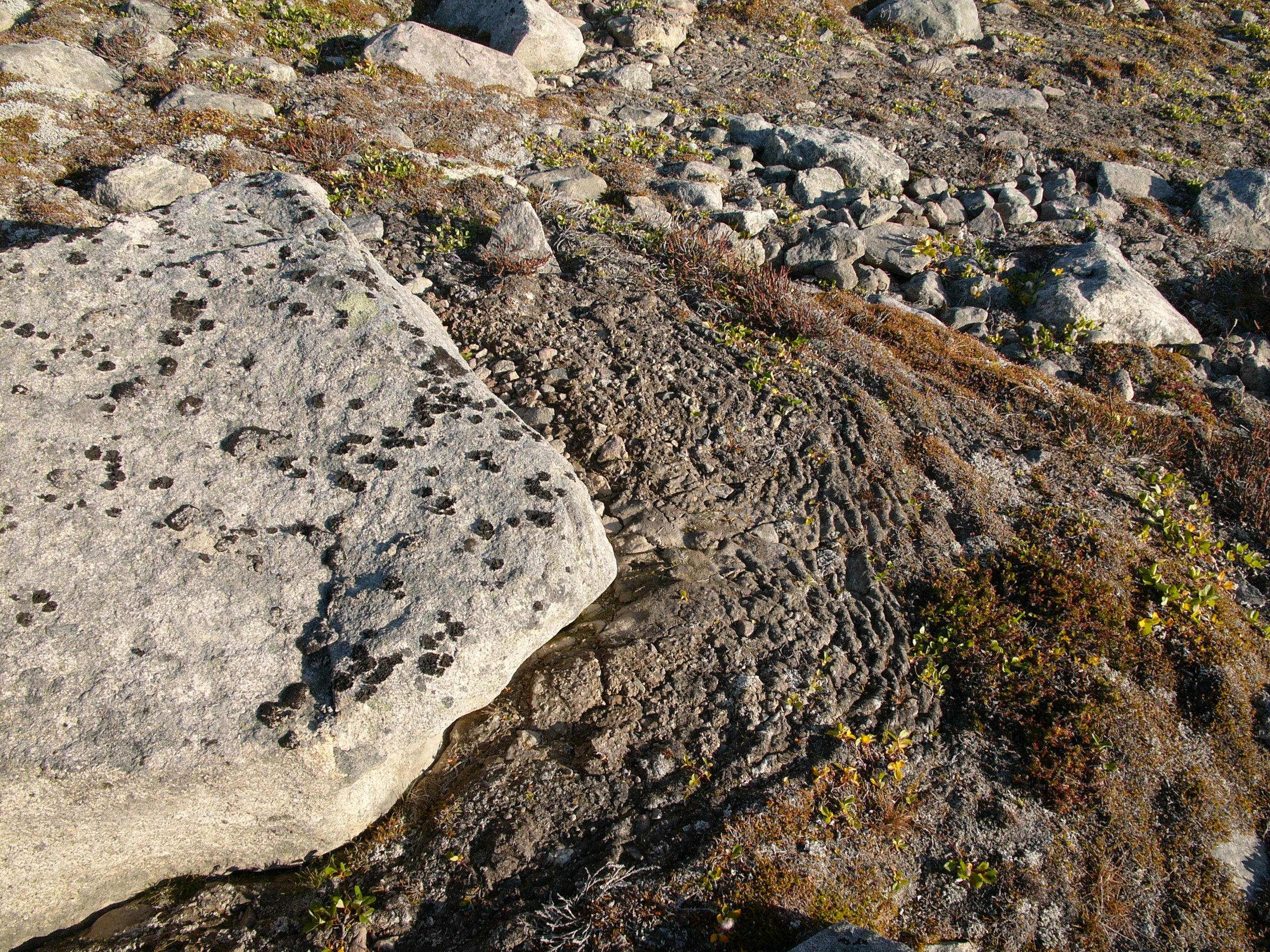
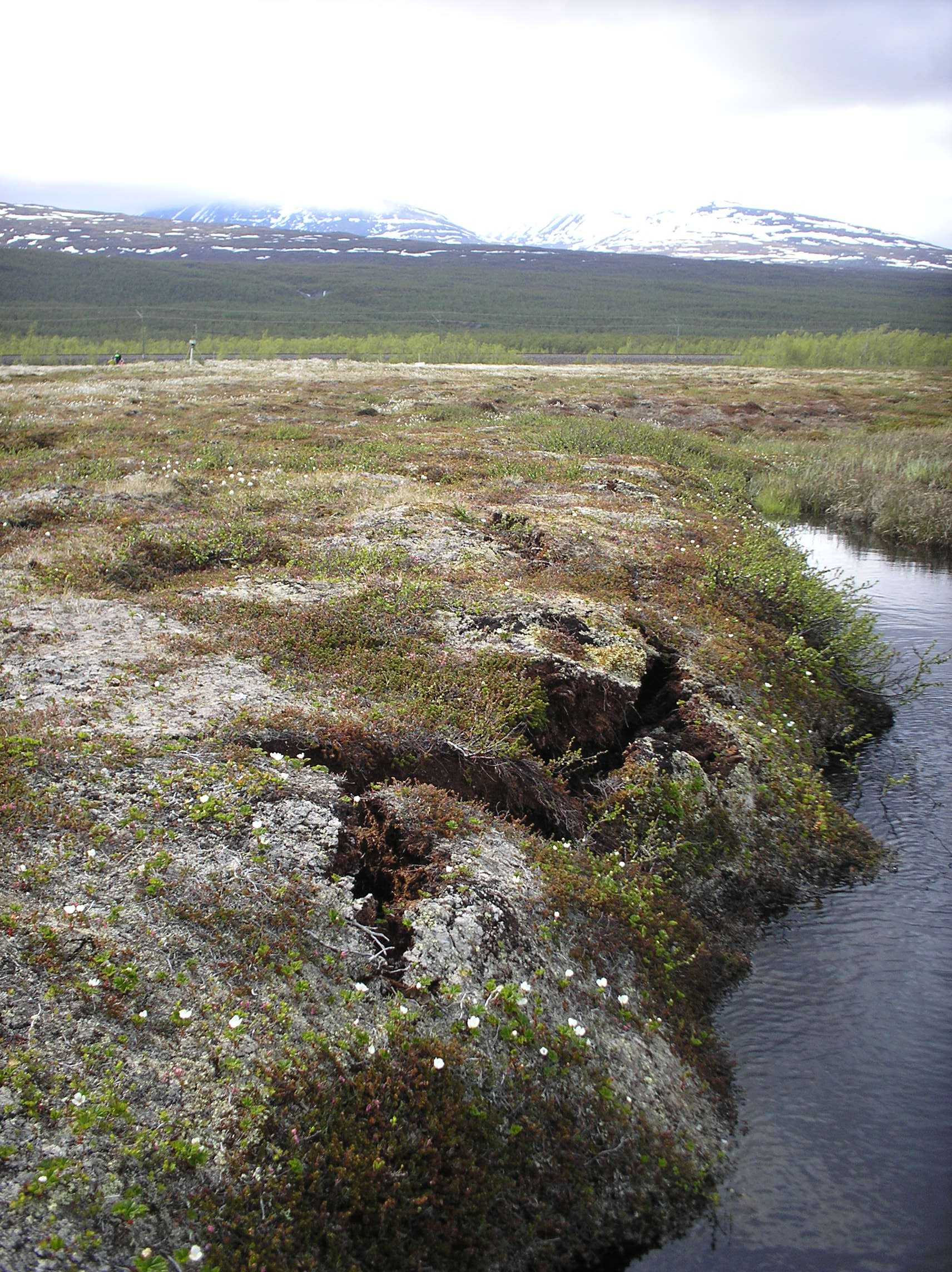